# Mechowia redactifolia
Mechowia redactifolia är en amarantväxtart som beskrevs av C. C. Towns. Mechowia redactifolia ingår i släktet Mechowia och familjen amarantväxter. Inga underarter finns listade i Catalogue of Life.